# Dąbrowa Kraszowska
Dąbrowa Kraszowska – przysiółek wsi Niwki Kraszowskie w Polsce, położony w województwie dolnośląskim, w powiecie oleśnickim, w gminie Międzybórz. Wchodzi w skład sołectwa Niwki Kraszowskie.
W latach 1975–1998 przysiółek administracyjnie należał do województwa kaliskiego.